# Endometrium

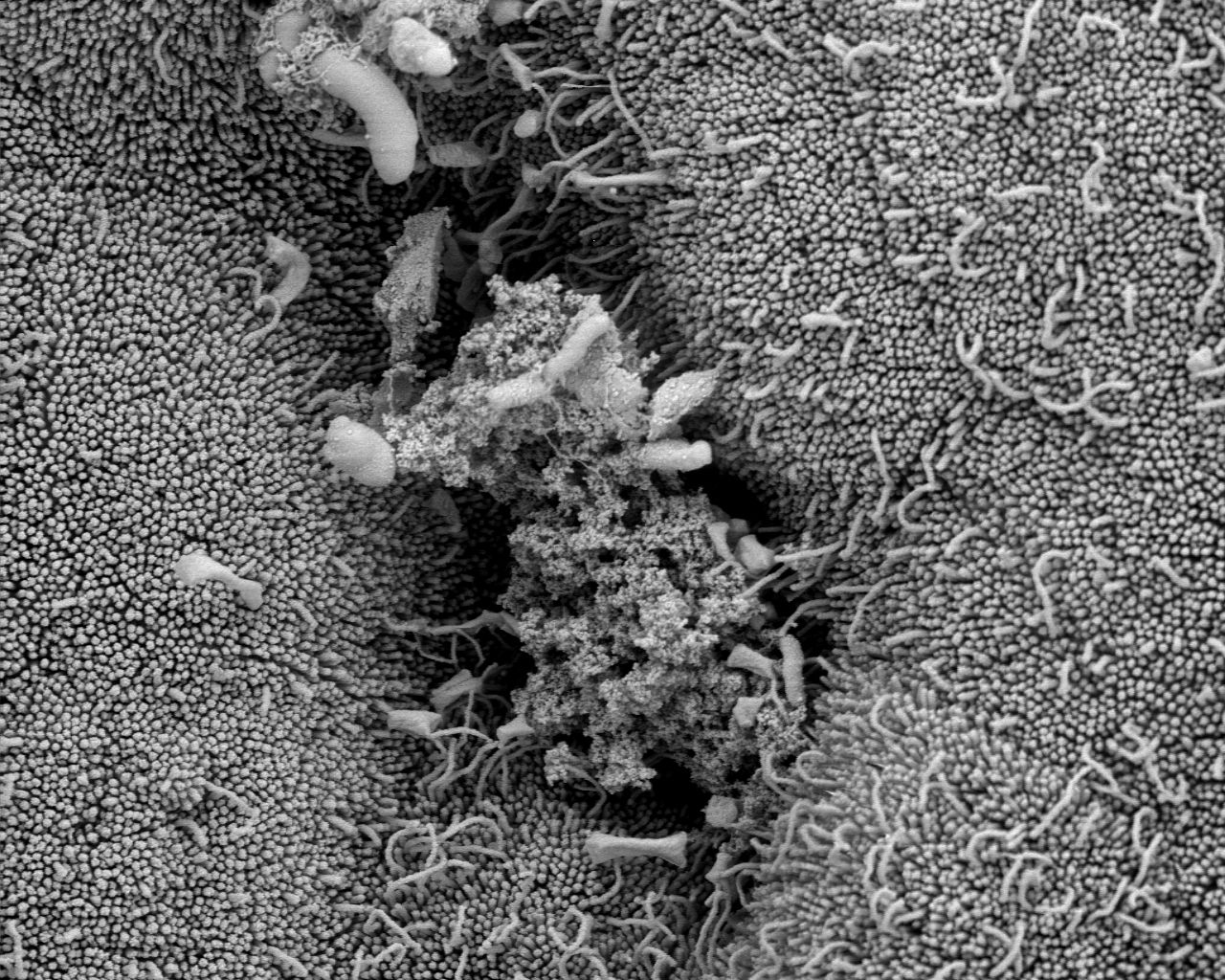
Endometrium einer Hündin mit Drüsenöffnung. REM-Aufnahme. Man beachte auch die zahlreichen Mikrovilli auf der Oberfläche der Epithelzellen.

Das Endometrium (von altgriechisch ἔνδο(ν) éndo(n), deutsch ‚innen‘ und altgriechisch μήτρα mḗtrā, deutsch ‚Gebärmutter‘) oder deutsch die Gebärmutterschleimhaut ist eine dünne, rosafarbene Schleimhaut, welche die Innenwand der Gebärmutter (Uterus) bildet. Das Endometrium ist der Ort der Einnistung der befruchteten Eizelle (Nidation oder Implantation). Sollte sich keine Eizelle einnisten, folgt bei Primaten die Menstruation, bei welcher unter anderem die obere Schicht des Endometriums abgestoßen und ausgeschieden wird. Die Gebärmutterschleimhaut besteht aus einem Epithel, aus Drüsen (Uterindrüsen, Glandulae uterinae) und einem mit zahlreichen Blutgefäßen bestückten, stützenden Gewebe (Stroma) zwischen den Drüsen.

## Hormonale Steuerung
Das Endometrium unterliegt ab der Geschlechtsreife zyklischen Veränderungen. Sie werden durch die hormonale Regulierung des Eisprungs (Ovulation) gesteuert. Diese findet auf drei Ebenen statt: Hypothalamus-Hypophyse-Eierstock. Dies ist recht komplex und erfolgt über längere und kürzere Rückkoppelungsmechanismen. Man unterscheidet zwei Haupthormone, die auf das Endometrium einwirken: Östrogen und Progesteron (der wichtigste Vertreter der Gestagene, welche auch Gelbkörperhormone genannt werden). Durch eine erhöhte Östrogen-Produktion nach der Menstruation baut sich das Endometrium auf und wird nach dem Eisprung, der durch das luteinisierende Hormon (LH) ausgelöst wird, unter dem zusätzlichen Einfluss des Progesterons so umgewandelt, dass sich eine befruchtete Eizelle einnisten kann. Die Zeit vor dem Eisprung nennt man Proliferationsphase, die 14 darauf folgenden Tage bezeichnet man als Sekretionsphase.

## Endometrium des Menschen

Feingeweblicher Schnitt der Endometriumsdrüsen nach Hämatoxylin-Eosin-Färbung

Bei Frauen im fruchtbaren Alter erfährt das Endometrium morphologische und funktionelle Veränderungen, die durch die Ausschüttung von Sexualhormonen gesteuert werden. So wird die Schleimhaut auf die Implantation vorbereitet. Vor der Pubertät oder nach der Menopause fehlt die zyklische hormonelle Beeinflussung, und das Gewebe erfährt keine Veränderungen. Mit der Menarche bereitet sich die Gebärmutter bei jedem Zyklus auf die Aufnahme einer befruchteten Eizelle vor. Dies geschieht durch das Wachstum und die Spezialisierung (Differenzierung) des Endometriums während eines Menstruationszyklus. Bei Primaten setzt sich das Endometrium dabei aus einer oberen (Funktionalis) und einer unteren Zellschicht (Basalis) zusammen.
Das Epithel der sogenannten Funktionalis nimmt vor der Menstruation an Höhe zu, die Drüsen produzieren verstärkt Sekret, die Durchblutung steigt und es treten sogenannte Pseudo- oder Prädeziduazellen auf. Bleibt eine Implantation aus, wird die Funktionalis des Endometriums bei Primaten abgesondert und ausgeschieden: Es kommt zur Regelblutung (Menstruation). Maßgeblich für den Untergang der Zellschicht ist der Entzug von Progesteron, das im Falle einer Implantation (auch Nidation oder Einnistung genannt) anhaltend vom Gelbkörper gebildet wird, der seinerseits durch das Signalhormon humanes Choriongonadotropin (HCG) aus dem Embryo stimuliert wird. Daher wird die Funktionalis in Vorbereitung auf die Menstruation auch Dezidua (lat. decidere ‚abfallen‘), genauer Dezidua menstrualis genannt.
Kommt es dagegen zur Einnistung einer befruchteten Eizelle und damit zu einer Schwangerschaft, erfolgen weitreichende hormonell gesteuerte Modifikationen des Endometriums, das nunmehr Dezidua graviditatis genannt wird. Diese umschließt in Form der Dezidua capsularis, den Embryo, genauer dessen äußere Fruchthülle, das Chorion. Dezidua capsularis und Chorion zusammen wölben sich mit zunehmendem Wachstum des Embryos immer weiter in das Uteruslumen hinein, bis schließlich die Dezidua capsularis mit der Dezidua der gegenüberliegenden Uteruswände verschmilzt. Die Dezidua in dem Bereich in dem sich die Eizelle ursprünglich an die Uteruswand geheftet hatte, wird Dezidua basalis genannt. Sie bildet zusammen mit dem Chorion die Plazenta aus.

## Endometrium bei Nicht-Primaten
Bei den übrigen Säugetieren wird das Endometrium nicht zyklisch abgestoßen, eine Menstruation findet nicht statt. Es kommt aber ebenfalls zu morphologischen und funktionellen Veränderungen (Proliferationsphase und Sekretionsphase) während des Sexualzyklus. In der Proliferationsphase kommt es zu einer Zunahme der Drüsen, einer Veränderung des Epithels und Ödematitierung des Endometriums. In der Sekretionsphase bilden die nunmehr aufgebauten Drüsen Sekret und schaffen die Voraussetzung für die Nidation.
Bei Wiederkäuern hat das Endometrium erhabene drüsenfreie Bezirke, die Karunkeln (Carunculae uterinae). Nur im Bereich dieser Karunkeln heftet sich die Plazenta an. Der entsprechende Gegenpart der Karunkel des fetalen Anteils der Plazenta heißt Kotyledon. Caruncula und Kotyledon werden als Plazentom zusammengefasst. Tiere mit nur wenigen Kotyledonen wie Rehe (3–5) oder Hirsche (10–12) werden als Oligokotyledontophoren bezeichnet.